# Sergio Ávila
Sergio Gabriel „Gaucho” Ávila Valle (ur. 2 września 1985 w Irapuato) – meksykański piłkarz występujący na pozycji ofensywnego pomocnika.

## Kariera klubowa
Ávila jest wychowankiem zespołu Chivas de Guadalajara, do którego pierwszej drużyny został włączony przez szkoleniowca Benjamína Galindo. W meksykańskiej Primera División zadebiutował 1 maja 2005 w przegranym 2:3 spotkaniu z Tecos UAG, natomiast premierowego gola strzelił 4 maja 2006 w konfrontacji z Jaguares, także przegranej 2:3. W sezonie Apertura 2006 wywalczył z Chivas mistrzostwo Meksyku, jednak pozostawał głębokim rezerwowym ekipy. Rok później doszedł za to do finału Pucharu Mistrzów CONCACAF; kilkakrotnie brał udział w InterLidze i Copa Libertadores. Miejsce w wyjściowej jedenastce miał zapewnione jedynie za kadencji trenera Efraína Floresa, później występował głównie w drugoligowych rezerwach. Wiosną 2011 został wypożyczony na okres pół roku do Querétaro FC, gdzie także nie potrafił wygrać rywalizacji o grę w pierwszym składzie. W kwietniu 2012, w wieku zaledwie 26 lat, podjął decyzję o zakończeniu piłkarskiej kariery z powodu trapiących go licznych kontuzji.

## Kariera reprezentacyjna
W 2008 roku Ávila otrzymał powołanie do reprezentacji Meksyku U-23 prowadzonej przez Hugo Sáncheza. Wystąpił wówczas w pięciu meczach towarzyskich i trzech spotkaniach wchodzących w skład eliminacji do Igrzysk Olimpijskich w Pekinie i zdobył w nich jedną bramkę. Meksykanie nie zakwalifikowali się ostatecznie na olimpiadę.